# نتائج منتخب السعودية لكرة القدم 2001
فيما يلي موجز لنتائج منتخب السعودية لكرة القدم لعام 2001.

## المنتخب الأول لكرة القدم

### المباريات الودية
| مباراة ودية 30 يناير 2001 | السعودية        | 1–0   | سوريا | الدمام، السعودية                                                                       |
| 19:45 (ت ع م+03:00)       | طلال المشعل 45' | تقرير |       | الملعب: ملعب الأمير محمد بن فهد الحكم: Rahman Al-Delawar (الاتحاد البحريني لكرة القدم) |

| مباراة ودية 3 فبراير 2001 | السعودية                                  | 3–1   | أوغندا      | الدمام، السعودية                                                                       |
| 19:45 (ت ع م+03:00)       | مرزوق العتيبي 18'، 44' · الحسن اليامي 79' | تقرير | Kalungi 90' | الملعب: ملعب الأمير محمد بن فهد الحكم: Jaafar Al-Khabbaz (الاتحاد البحريني لكرة القدم) |

| مباراة ودية 10 يوليو 2001 | سنغافورة | 0–3   | السعودية                                | كالانغ (سنغافورة)، سنغافورة                                                  |
| 20:00 (ت ع م+08:00)       |          | تقرير | سامي الجابر 28'، 37' · عبيد الدوسري 31' | الملعب: ملعب سنغافورة الوطني الحكم: Vijay Rahman (اتحاد سنغافورة لكرة القدم) |

| مباراة ودية 19 يوليو 2001 | ماليزيا | 0–4   | السعودية                                                   | كوالالمبور، ماليزيا                   |
|                           |         | تقرير | Bin Shehan 42' · مرزوق العتيبي 75' · عبيد الدوسري 79'، 89' | الملعب: ملعب اتحاد كرة قدم كوالالمبور |

| مباراة ودية 23 يوليو 2001 | السعودية          | 1–0   | كوريا الشمالية | كوالالمبور، ماليزيا                   |
| 19:45 (ت ع م+03:00)       | مرزوق العتيبي 20' | تقرير |                | الملعب: ملعب اتحاد كرة قدم كوالالمبور |

| مباراة ودية 1 أغسطس 2001 | السعودية         | 1–1   | مقدونيا    | الرياض، السعودية                                                                                             |
| 20:45 (ت ع م+03:00)      | عبيد الدوسري 64' | تقرير | Maznov 34' | الملعب: ملعب الأمير فيصل بن فهد الحضور: 8,000 الحكم: Abdulrahman Al-Zaid (الاتحاد العربي السعودي لكرة القدم) |

| مباراة ودية 5 أغسطس 2001 | السعودية         | 1–2   | قطر                  | الرياض، السعودية                                                                 |
| 20:45 (ت ع م+03:00)      | عبيد الدوسري 38' | تقرير | مبارك مصطفى 24'، 34' | الملعب: ملعب الأمير فيصل بن فهد الحكم: Qasem Shaban (الاتحاد الكويتي لكرة القدم) |

| مباراة ودية 8 أغسطس 2001 | الإمارات العربية المتحدة | 0–1   | السعودية         | أبو ظبي، الإمارات العربية المتحدة                                      |
| 19:30 (ت ع م+04:00)      |                          | تقرير | إبراهيم سويد 28' | الملعب: استاد آل نهيان الحكم: Ali Mandani (الاتحاد الكويتي لكرة القدم) |

| مباراة ودية 7 سبتمبر 2001 | السعودية | 0–2   | الإمارات العربية المتحدة                                       | الدمام، السعودية                                                                                |
| 18:00 (ت ع م+03:00)       |          | تقرير | عبد العزيز العنبري (لاعب كرة قدم إماراتي) 75' · سلطان راشد 89' | الملعب: ملعب الأمير محمد بن فهد الحكم: Abdulaziz Al-Dokahil (الاتحاد العربي السعودي لكرة القدم) |

| مباراة ودية 30 ديسمبر 2001 | السعودية | 0–2   | زيمبابوي                             | الرياض، السعودية                                                                            |
| 19:45 (ت ع م+03:00)        |          | تقرير | إسروم نياندورو 30' · Ben Katanha 75' | الملعب: ملعب الأمير فيصل بن فهد الحكم: Mojeb Al-Dossari (الاتحاد العربي السعودي لكرة القدم) |

### تصفيات كأس العالم 2002
| تصفيات كأس العالم 2002 – آسيا المرحلة الأولى 8 فبراير 2001 | السعودية                                                                                              | 6–0   | منغوليا | الدمام، السعودية                                                                                 |
| 20:30 (ت ع م+03:00)                                        | محمد الشلهوب 10'، 25' · عبيد الدوسري 23' · حسين عبد الغني (لاعب كرة قدم) 30'، 59' · مرزوق العتيبي 71' | تقرير |         | الملعب: ملعب الأمير محمد بن فهد الحضور: 12,000 الحكم: Jassim Al Hail (الاتحاد القطري لكرة القدم) |

| تصفيات كأس العالم 2002 – آسيا المرحلة الأولى 10 فبراير 2001 | بنغلاديش | 0–3   | السعودية                               | الدمام، السعودية |
| 20:30 (ت ع م+03:00)                                         |          | تقرير | طلال المشعل 30'، 85' · سامي الجابر 63' | الملعب: ملعب الأمير محمد بن فهد الحضور: 5,000 الحكم: Fareed Al-Marzouqi (اتحاد الإمارات العربية المتحدة لكرة القدم) |

| تصفيات كأس العالم 2002 – آسيا المرحلة الأولى 12 فبراير 2001 | السعودية                                         | 5–0   | فيتنام | الدمام، السعودية                                                                                      |
| 20:30 (ت ع م+03:00)                                         | طلال المشعل 17'، 88' · سامي الجابر 29'، 70'، 90' | تقرير |        | الملعب: ملعب الأمير محمد بن فهد الحضور: 3,000 الحكم: Jaafaar Al-Khabbaz (الاتحاد البحريني لكرة القدم) |

| تصفيات كأس العالم 2002 – آسيا المرحلة الأولى 15 فبراير 2001 | منغوليا | 0–6   | السعودية                                                                                        | الدمام، السعودية                                                                                |
| 18:30 (ت ع م+03:00)                                         |         | تقرير | سامي الجابر 20' · محمد الشلهوب 24' · طلال المشعل 28' · عبيد الدوسري 40'، 86' · محمد الخليوي 76' | الملعب: ملعب الأمير محمد بن فهد الحضور: 5,000 الحكم: Salem Mujghef (الاتحاد الأردني لكرة القدم) |

| تصفيات كأس العالم 2002 – آسيا المرحلة الأولى 17 فبراير 2001 | السعودية                                                            | 6–0   | بنغلاديش | الدمام، السعودية                                                                                 |
| 20:30 (ت ع م+03:00)                                         | محسن الحارثي 5' · طلال المشعل 27'، 28'، 43' · عبيد الدوسري 33'، 38' | تقرير |          | الملعب: ملعب الأمير محمد بن فهد الحضور: 1,500 الحكم: Abdullah Al-Harrasi (اتحاد عمان لكرة القدم) |

| تصفيات كأس العالم 2002 – آسيا المرحلة الأولى 19 فبراير 2001 | فيتنام | 0–4   | السعودية                                     | الدمام، السعودية                                                                                |
| 20:30 (ت ع م+03:00)                                         |        | تقرير | طلال المشعل 31'، 71'، 79' · عبيد الدوسري 88' | الملعب: ملعب الأمير محمد بن فهد الحضور: 8,000 الحكم: Salem Mujghef (الاتحاد الأردني لكرة القدم) |

| تصفيات كأس العالم 2002 – آسيا المرحلة الثانية 17 أغسطس 2001 | السعودية         | 1–1   | البحرين         | الرياض، السعودية                                                                            |
| 20:30 (ت ع م+03:00)                                         | عبيد الدوسري 84' | تقرير | محمد سالمين 18' | الملعب: ملعب الأمير فيصل بن فهد الحضور: 45,000 الحكم: سعد كميل (الاتحاد الكويتي لكرة القدم) |

| تصفيات كأس العالم 2002 – آسيا المرحلة الثانية 24 أغسطس 2001 | إيران                     | 2–0   | السعودية | طهران، إيران                                                                         |
| 19:15 (ت ع م+04:30)                                         | علي دائي 54' (ركلة.)، 64' | تقرير |          | الملعب: ملعب آزادي الحضور: 120,000 الحكم: Simon Micallef (اتحاد أستراليا لكرة القدم) |

| تصفيات كأس العالم 2002 – آسيا المرحلة الثانية 31 أغسطس 2001 | السعودية         | 1–0   | العراق | المنامة، البحرين                                                                  |
| 20:30 (ت ع م+03:00)                                         | عبيد الدوسري 45' | تقرير |        | الملعب: ستاد البحرين الوطني الحضور: 10,000 الحكم: لو جون (اتحاد الصين لكرة القدم) |

| تصفيات كأس العالم 2002 – آسيا المرحلة الثانية 15 سبتمبر 2001 | تايلاند            | 1–3   | السعودية                                            | بانكوك، تايلاند                                                                         |
| 18:30 (ت ع م+07:00)                                          | سيكسان بيتورات 28' | تقرير | سامي الجابر 47' · Bin Shehan 63' · عبيد الدوسري 70' | الملعب: ملعب راجامانغالا الحضور: 18,000 الحكم: Naotsugu Fuse (اتحاد اليابان لكرة القدم) |

| تصفيات كأس العالم 2002 – آسيا المرحلة الثانية 21 سبتمبر 2001 | البحرين | 0–4   | السعودية                                                                  | المنامة، البحرين                                                                                         |
| 18:30 (ت ع م+03:00)                                          |         | تقرير | عبيد الدوسري 26' · Bin Shehan 28' · عبد الله الواكد 41' · سامي الجابر 89' | الملعب: ستاد البحرين الوطني الحضور: 35,000 الحكم: علي بوجسيم (اتحاد الإمارات العربية المتحدة لكرة القدم) |

| تصفيات كأس العالم 2002 – آسيا المرحلة الثانية 28 سبتمبر 2001 | السعودية                                       | 2–2   | إيران                             | جدة، السعودية                                                                                       |
| 20:30 (ت ع م+03:00)                                          | عبد الله الواكد 20' (ركلة.) · الحسن اليامي 59' | تقرير | علي دائي 42' · سيروس دينمحمدي 84' | الملعب: استاد الأمير عبد الله الفيصل الحضور: 30,000 الحكم: كارلوس سيمون (اتحاد البرازيل لكرة القدم) |

| تصفيات كأس العالم 2002 – آسيا المرحلة الثانية 5 أكتوبر 2001 | العراق                   | 1–2   | السعودية       | عمان (مدينة)، الأردن                                                                   |
| 18:00 (ت ع م+03:00)                                         | عبد الوهاب أبو الهيل 31' | تقرير | Shehan 1'، 77' | الملعب: ستاد عمان الدولي الحضور: 17,000 الحكم: أوسكار رويز (اتحاد كولومبيا لكرة القدم) |

| تصفيات كأس العالم 2002 – آسيا المرحلة الثانية 21 أكتوبر 2001 | السعودية                                                                       | 4–1   | تايلاند            | الرياض، السعودية                                                                                    |
| 19:35 (ت ع م+03:00)                                          | Shehan 40' · عبد الله الجمعان 50' · سامي الجابر 66' (ركلة.) · إبراهيم ماطر 73' | تقرير | سيكسان بيتورات 58' | الملعب: ملعب الأمير فيصل بن فهد الحضور: 27,000 الحكم: بريان هول (اتحاد الولايات المتحدة لكرة القدم) |